# Kashima (Saga)
Kashima (jap. 鹿島市, -shi, dt. Hirschinsel) ist eine Stadt der Präfektur Saga auf der Insel Kyūshū in Japan.

## Geographie
Kashima liegt westlich von Fukuoka und Saga.

## Geschichte
Sie wurde am 1. April 1954 gegründet.

## Verkehr
- Straßen:
  - Nationalstraßen 207, 444, 498
- Eisenbahn:
  - JR Nagasaki-Hauptlinie: nach Kokura und Kagoshima

## Söhne und Töchter der Stadt
- Nabeshima Naotsugu (1912–1981), Gouverneur der Präfektur Saga
- Yu Hirakawa (* 2001), Fußballspieler

## Angrenzende Städte und Gemeinden

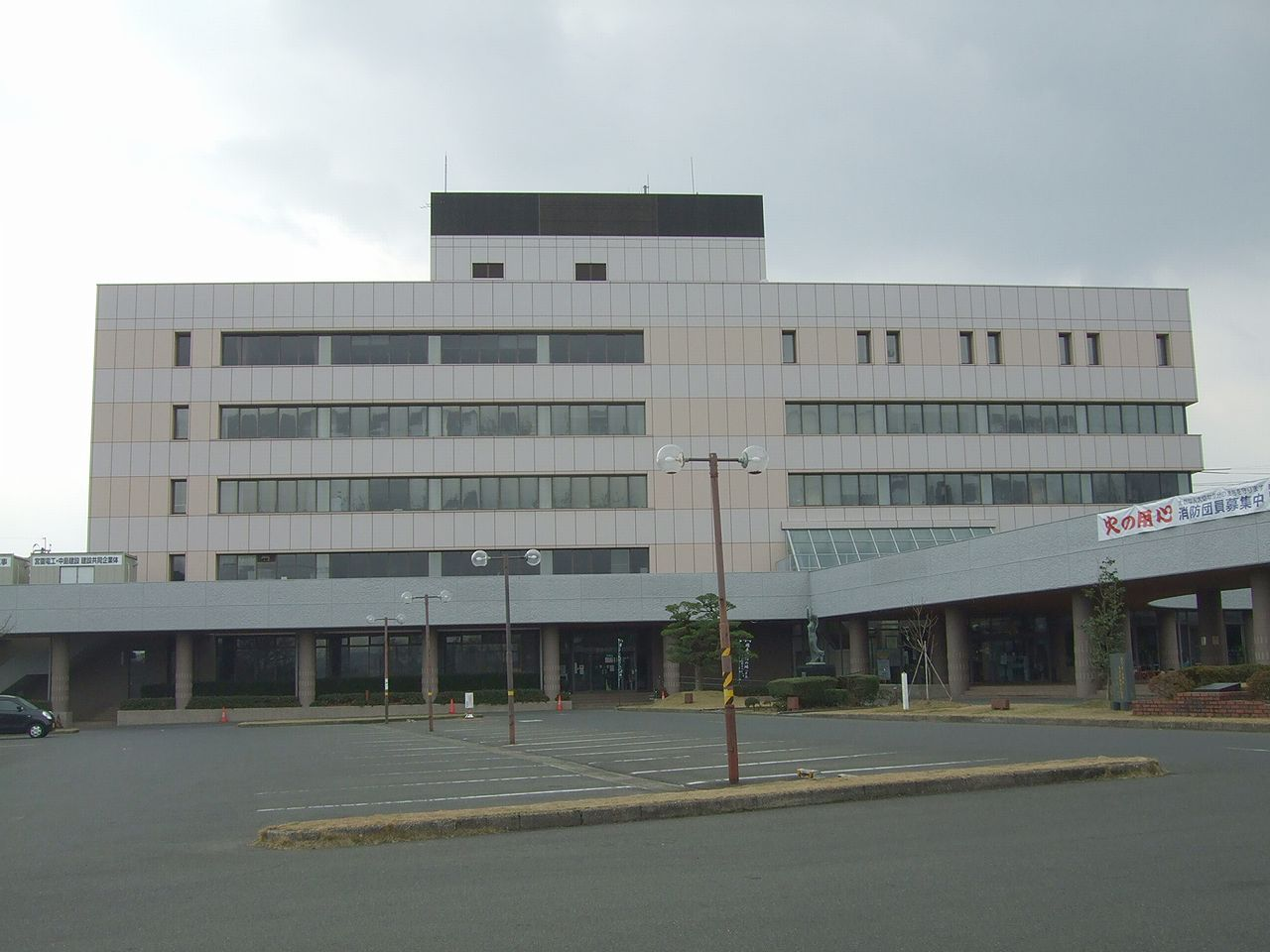
Rathaus von Kashima

- Präfektur Saga
  - Ureshino
  - Tara
  - Shiroishi
- Präfektur Nagasaki
  - Ōmura